# Ante Ćorić
Ante Ćorić [ante čorič] (* 14. dubna 1997, Záhřeb, Chorvatsko) je chorvatský fotbalový záložník a bývalý reprezentant, který v současnosti hraje za švýcarský klub FC Zürich, kde je na hostování z italského AS Řím.
Jeho starším bratrem je fotbalista Josip Ćorić.

## Reprezentační kariéra
Reprezentoval Chorvatsko v mládežnických kategoriích včetně U21.
Za A-mužstvo Chorvatska debutoval 27. 5. 2016 v přátelském utkání v Koprivnici proti reprezentaci Moldavska (výhra 1:0).

Trenér Ante Čačić jej zařadil do závěrečné 23členné nominace na EURO 2016 ve Francii.